# St. Engelbert (Pattscheid)

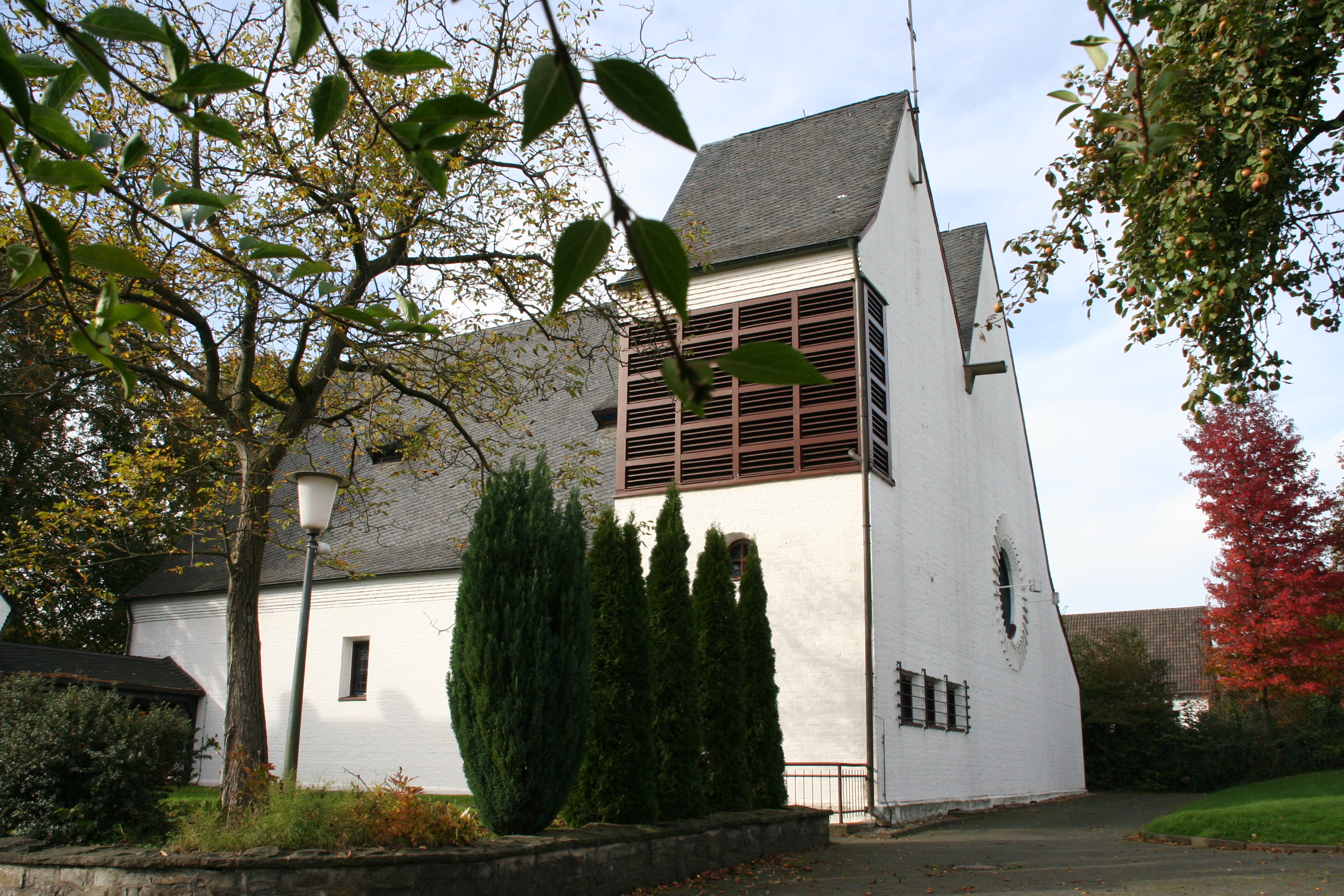
St. Engelbert

Die Kirche St. Engelbert ist ein römisch-katholisches Gotteshaus im Leverkusener Stadtteil Pattscheid (damals Stadt Bergisch Neukirchen). Sie war bis 2009 Sitz der gleichnamigen Pfarrgemeinde.

## Geschichte
Der erste Spatenstich fand am 1. April 1928, die Grundsteinlegung am 6. Mai 1928 statt. Das Gebäude wurde von dem Architekten Bernhard Rotterdam geplant. Die Einsegnung war am 9. November 1928, die feierliche Kirchweihe vollzog der Kölner Weihbischof Wilhelm Cleven am 8. November 1953. Die Kirche trägt das Patrozinium des heiligen Erzbischofs Engelbert I. von Köln und gehörte anfangs zur Pfarrei St. Maurinus (Lützenkirchen), wurde am 1. April 1934 zum Pfarrrektorat und am 1. März 1953 zur selbständigen Pfarrei erhoben. 1993 wurde das Kirchengebäude unter Denkmalschutz gestellt.
Seit dem 1. Januar 2010 ist St. Engelbert als Filialkirche Teil der neuen Gemeinde St. Remigius. Ab dem 1. September 2022 bildet die Pfarrei St. Remigius mit der Pfarrei St. Maurinus und Marien den Sendungsraum St. Maurinus und Marien und St. Remigius mit gemeinsamem Seelsorgerteam und insgesamt sieben Kirchorten.
Pfarr-Rektor, dann Pfarrer war von 1929 bis zu seinem Tod am 14. Juli 1985 Arnold Zimmermann, sein Nachfolger von 1985 bis 1996 Konrad Unger († 1998). Danach waren die Pfarrer von St. Remigius in Opladen auch Pfarrer von Pattscheid.

## Orgel

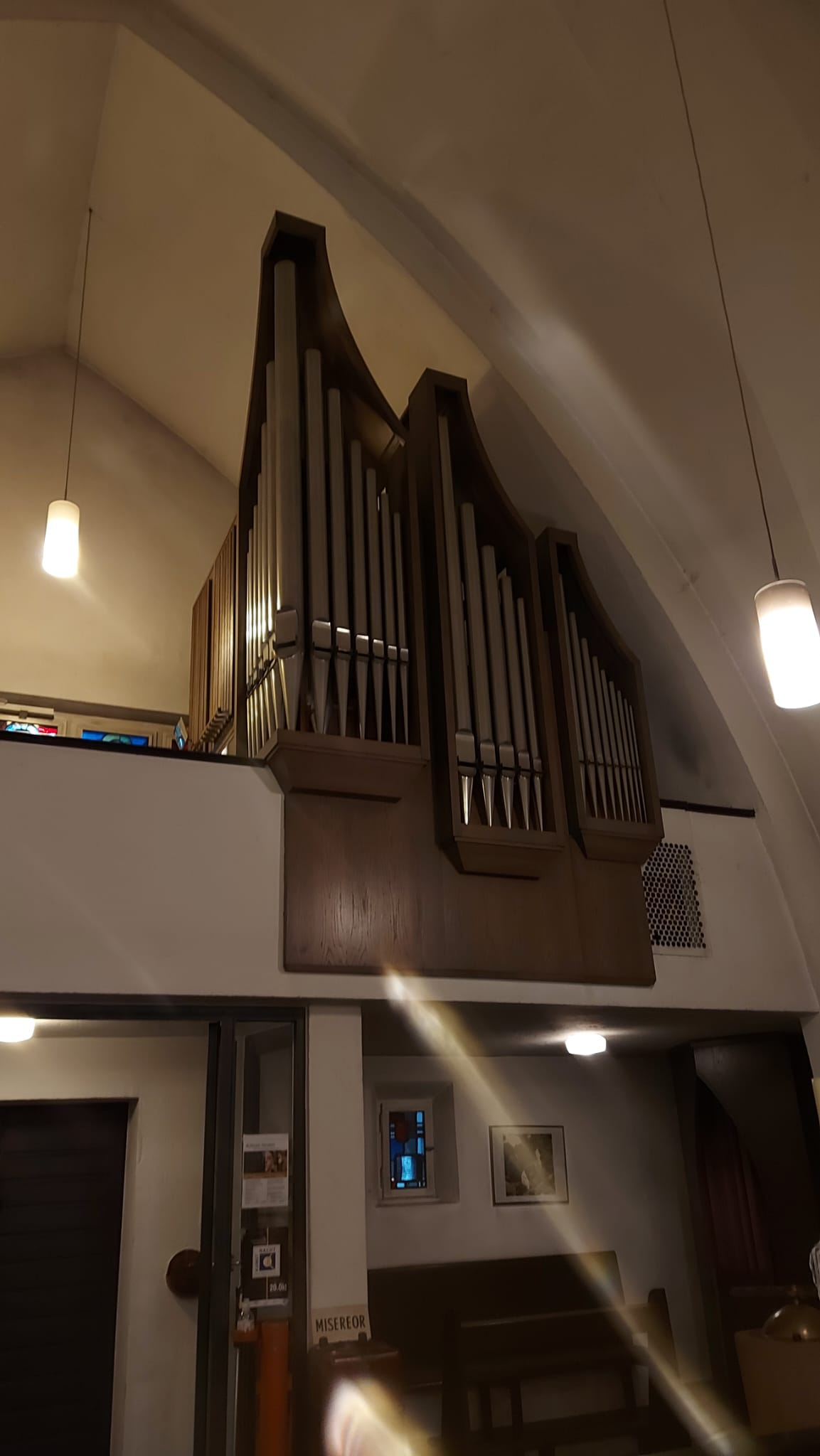
Orgel auf der Empore über dem Eingang

Die Kirche besitzt eine Orgel der Firma Walcker aus dem Jahre 1987. Das Instrument hat 14 Register auf zwei Manualen und Pedal mit insgesamt 894 Pfeifen.
Die Disposition lautet wie folgt:
| I Hauptwerk C–g3 |              |                |
| 1.               | Prinzipal A1 | 8′             |
| 2.               | Gedeckt      | 8′             |
| 3.               | Oktave       | 4′             |
| 4.               | Schwiegel    | 2′             |
| 5.               | Sesquialter  | 2 ⁄3′ + 1 3⁄5′ |
| 6.               | Mixtur       | 1 ⁄3′          |

| II Schwellwerk A2 C–g3 |              |       |
| 7.                     | Rohrflöte    | 8′    |
| 8.                     | Salicional   | 4′    |
| 9.                     | Prinzipal    | 2′    |
| 10.                    | Sifflöte     | 1 ⁄3′ |
| 11.                    | Krummhorn    | 8′    |
|                        | Tremulant A3 |       |

| Pedal C–f1 |            |     |
| 12.        | Subbaß     | 16′ |
| 13.        | Gedecktbaß | 8′  |
| 14.        | Oktavbaß   | 4′  |

- Koppeln: II/I, I/P, II/P

Anmerkungen:

## Glocken
| Nr. | Name            | Gussjahr | Gießer                                             | Durchmesser (mm) | Masse (kg) | Schlagton (HT-1/16) |
| 1   | Marien-Glocke   | 1964     | Hans Hüesker, Fa. Petit & Gebr. Edelbrock, Gescher | 860              | 370        | b1 −4               |
| 2   |                 | 1735     | Johann Gottfried Wittwerck (Glockengießer Danzig)  | 702              | 200        | des2 −4             |
| 3   | Remigius-Glocke | 1938     | Hans Hüesker, Fa. Petit & Gebr. Edelbrock, Gescher | 627              | 150        | es2 ±0              |